# Lila (Bohol)
Lila è una municipalità di quinta classe delle Filippine, situata nella Provincia di Bohol, nella Regione del Visayas Centrale.
Lila è formata da 18 baranggay:
- Banban
- Bonkokan Ilaya
- Bonkokan Ubos
- Calvario
- Candulang
- Catugasan
- Cayupo
- Cogon
- Jambawan
- La Fortuna
- Lomanoy
- Macalingan
- Malinao East
- Malinao West
- Nagsulay
- Poblacion
- Taug
- Tiguis